# Kaletinac
Kaletinac (en serbe cyrillique : Калетинац) est un village de Serbie situé dans la municipalité de Gadžin Han, district de Nišava. Au recensement de 2011, il comptait 60 habitants.

## Démographie
| 1948 | 1953 | 1961 | 1971 | 1981 | 1991 | 2002 | 2011 |
| ---- | ---- | ---- | ---- | ---- | ---- | ---- | ---- |
| 559  | 538  | 490  | 350  | 226  | 150  | 101  | 60   |

|  |